# Joseph Chusak Sirisut
Joseph Chusak Sirisut (em tailandês: ยอแซฟ ชูศักดิ์ สิริสุทธิ์; nascido em 24 de fevereiro de 1956 em Bang Nok Khwaek, Condado de Bang Khonthi, Província de Samut Songkhram, Tailândia Central) é um tailandês
Em 11 de maio de 1984, o Papa João Paulo II o ordenou sacerdote para a diocese de Ratchaburi.
Papa Bento XVI nomeou-o Bispo de Nakhon Ratchasima em 30 de novembro de 2006. Seu predecessor como bispo de Nakhon Ratchasima, Joachim Phayao Manisap, o consagrou bispo em 10 de fevereiro do ano seguinte; Os co-consagradores foram Salvatore Pennacchio, Núncio Apostólico na Tailândia, Cingapura e Camboja e Delegado Apostólico em Mianmar, Laos, Malásia e Brunei Darussalam, e George Yod Pimphisan CSsR, Bispo de Udon Thani.
Ele é presidente da Conferência Episcopal Tailandesa desde outubro de 2021.